# Nicofón
NICOFÓN (en griego Νικοφῶν, también Nicofrón, Νικοφρῶν), hijo de cierto Terón (Theron), fue un poeta cómico ateniense, contemporáneo de Aristófanes en sus últimos años. Ateneo afirma que pertenece a la Comedia Antigua, pero al parecer pertenecía más a la Comedia Media. Sabemos, gracias al argumento del Pluto de Aristófanes que exhibió una de sus obras, llamada Ἄδωνις, Adonis, en 388 a. C., misma fecha en que Aristófanes exhibió su Pluto.

## Obras
- Ἄδωνις, Adonis
- Ἀφροδίτης γοναί, Orígenes de Afrodita[3][4][5]
- Ἐξ Ἅδου ἀνιὼν, Subiendo del Hades[3]
- Πανδώρα, Pandora
- Ἐγχειρογαστορες, Viviendo con las manos[6]
- Σειρῆνες, Sirenas

Han sobrevivido 27 líneas de sus obras.